# سرخ‌آباد (همدان)
سرخ‌آباد (همدان)، روستایی از توابع بخش مرکزی شهرستان همدان در استان همدان ایران فاصله با شهر همدان ۱۰ کیلومتر
شغل اکثر اهالی کامیونداری است.
این روستا دارای معادن سنگ و باغات انگور بسیاری هست و یکی از بهترین سنگ های معدنی نیمه قیمتی و انگور های شانی شهرستان همدان را دارد.

## جمعیت
این روستا در دهستان سنگستان قرار دارد و براساس سرشماری مرکز آمار ایران در سال ۱۳۹۵، جمعیت آن ۱۰۷۵ نفر (۳۳۶خانوار) بوده‌است. فاصله تا شهر همدان ۱۰ کیلومتر میباشد.سد خاکی آبشینه و استادیوم۱۵ هزار نفری همدان در ابتدای این روستا قرار دارد.